# Vitbukig havslöpare
För fågelarten Oceanites gracilis, se humboldthavslöpare.
Vitbukig havslöpare (Fregetta grallaria) är en fågel i familjen havslöpare inom ordningen stormfåglar. Den är nära släkt med svartbukig stormsvala och relationen dem emellan har inte helt utretts.

## Utseende
Vitbukig havslöpare är en stor medlem av familjen med en kroppslängd på 20 cm och vingbredden 46 cm. Fjäderdräkten är svartbrun med vitt på övergumpen och buken. På närhåll syns ljusa bräm på ryggfjädrarna. Jämfört med svartbukig stormsvala är den ljusare brun ovan med mindre tydligt vingband och som namnet avslöjar vit buk. Jämfört med havslöparen är den större och har vit buk och vita vingundersidor.

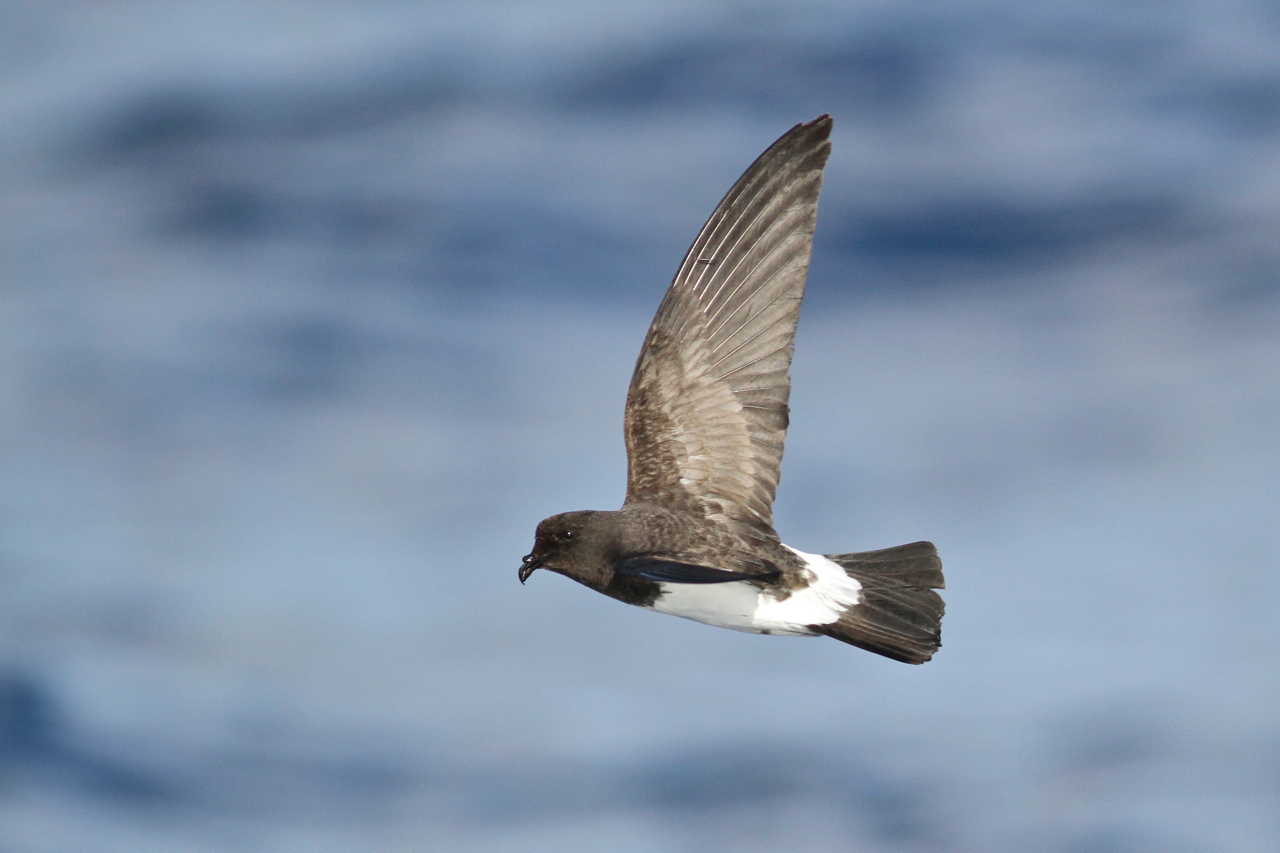
Fotograferad utanför Lord Howeön den 26 mars 2013.

## Läte
Arten är tystlåten till havs. På häckplatserna hörs läten som anses vara lika svartbukig stormsvala, bland annat en utdragen visslande drill och ett raspigt ljud som varningsläte.

## Utbredning och systematik
Vitbukig havslöpare delas idag vanligen in i fyra underarter med följande utbredning:
- grallaria-gruppen (polytypisk)
  - Fregetta grallaria leucogaster – häckar på Tristan da Cunha, Gough Island, Amsterdamön och Île Saint-Paul
  - Fregetta grallaria grallaria – häckar på Lord Howeön och Kermadecöarna
  - Fregetta grallaria segethi – häckar på Juan Fernándezöarna utanför Chile
- titan-gruppen (monotypisk)
  - Fregetta grallaria titan – häckar på Rapa Iti, en av Australöarna

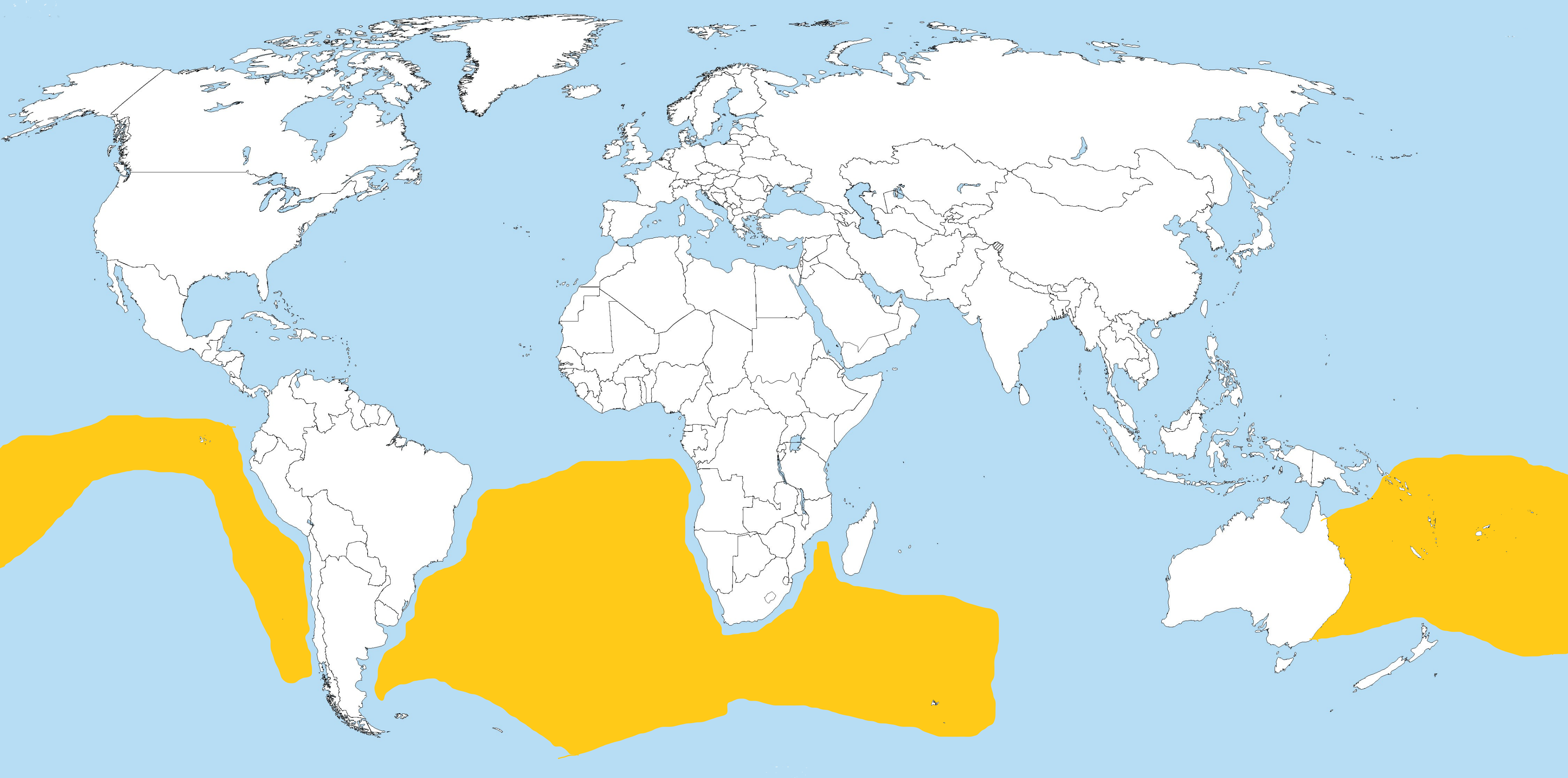
Utbredningsområdet för vitbukig havslöpare.

Utanför häckningstid lever arten pelagiskt. Tillfälligt har den påträffats i Angola, Maldiverna, Namibia och Jemen. Vid fyra tillfällen har en havslöpare setts i Storbritannien som man inte kunnat avgöra om den är en svartbukig eller vitbukig havslöpare.
Tidigare har den och svartbukig havslöpare behandlats som en och samma art, och relationen dem emellan är inte uppklarad. Genetiska studier visar att underarten leucogaster står närmare svartbukig stormsvala. På Tristan da Cunha och Gough Island verkar dock två former förekomma, där den senare är mindre och mer kortvingad men med längre ben. Vissa hävdar att en vitbukig form av svartbukig havslöpare förekommer på dessa öar, som en färgmorf eller egen underart (melanoleuca). Om två olika taxa häckar på dessa öar skulle leucogaster vara de mindre fåglarna på Gough Island och melanoleuca de större på Tristan da Cunha. Den mycket större underarten titan har också föreslagits utgöra en egen art.

## Levnadssätt
Vitbukig havslöpare häckar i kolonier, med varierande tidpunkt beroende på geografi. I flykten rör den sig lågt över vågorna med hängande ben och kroppen svängande från sida till sida. Den kastar sig med bröstet först ner i vattnet och tar sedan avstamp med fötterna för att lyfta igen. Arten följer ofta fartyg, men håller sig hellre längs med eller över bogvågen än i kölvattnet.

## Status och hot
Arten har ett stort utbredningsområde och en stor population, men tros minska i antal till följd av predation från invasiva arter, dock inte tillräckligt kraftigt för att den ska betraktas som hotad. Internationella naturvårdsunionen IUCN kategoriserar därför arten som livskraftig (LC). Världspopulationen uppskattas till 300 000 individer.

## Namn
Tidigare var artens officiella svenska trivialnamn svartbukig stormsvala, men 2024 valde Birdlife Sveriges taxonomikommitté att justera namnet från stormsvala till havslöpare för att betona att de ej är närbesläktade med stormsvalorna i Hydrobatidae. Likaså har familjenamnet för Oceanitidae ändrats från sydstormsvalor till just havslöpare. Arten har även kallats vitmagad stormsvala.